# Krun Macula

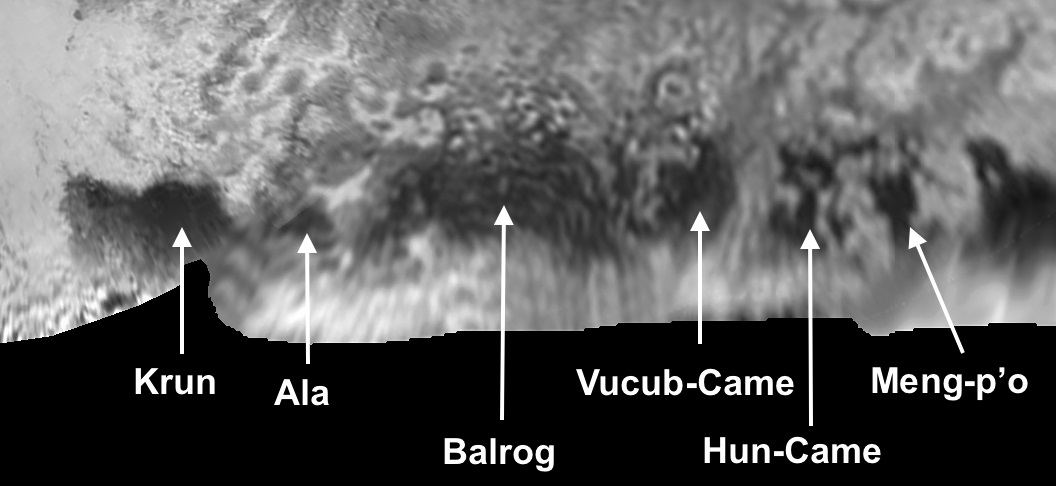
La cadena Brass Knuckles de regiones oscuras ecuatoriales en Plutón

Krun es el más occidental de los «Brass Knuckles», una serie de regiones oscuras ecuatoriales en Plutón. Lleva el nombre de Krun, el mayor de los cinco señores mandeos del inframundo.

## Descripción
Krun es la tercera región oscura ecuatorial más grande de Plutón, después de Cthulhu Macula y Balrog Macula. Se extiende casi hasta los 180 grados de longitud, la longitud plutoniana frente a Caronte.

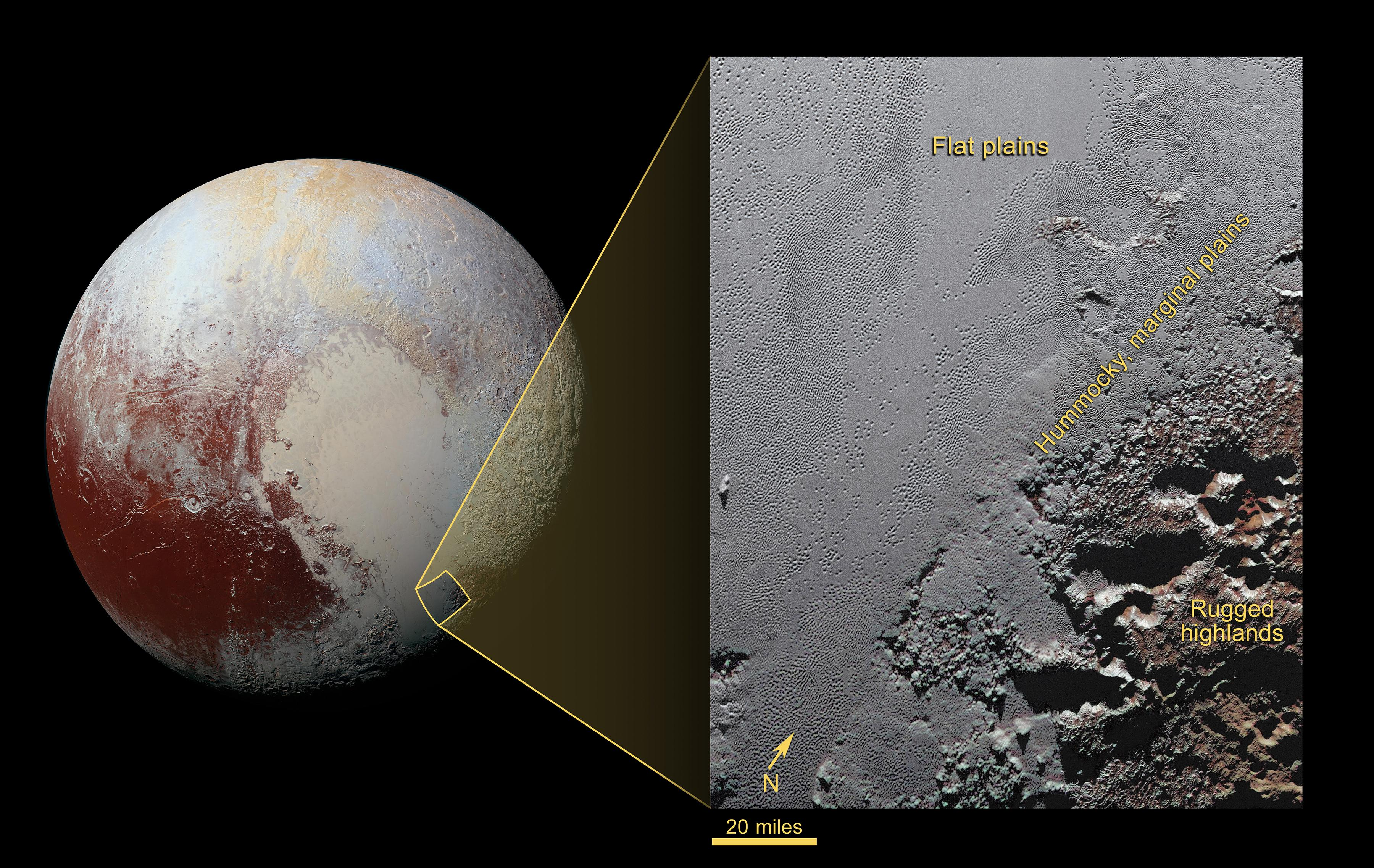

## En la cultura popular
- Pluto, uno de los tres protagonistas de la novela visual Heaven Will Be Mine, pilotea un gran mecha llamado así por la región oscura.